# Kiririma
Kiririma är ett periodiskt vattendrag i Burundi.   Det ligger i provinsen Bubanza, i den nordvästra delen av landet, 40 kilometer norr om huvudstaden Bujumbura.
I omgivningarna runt Kiririma växer huvudsakligen savannskog. Runt Kiririma är det tätbefolkat, med 397 invånare per kvadratkilometer.